# Mac Tyer
Mac Tyer, né le 23 avril 1979 à Aubervilliers en Seine-Saint-Denis, est un rappeur et chanteur français. Il est  membre, avec Mac Kregor, du groupe Tandem. Il se consacre à une carrière en solo avec la mixtape Patrimoine du ghetto en octobre 2005, puis Le Général en novembre 2006, sur lequel il collabore avec des artistes comme Booba.

## Biographie

### Débuts et Tandem
D’origine camerounaise, Socrate Petnga est né le 23 avril 1979 à Aubervilliers, en Seine-Saint-Denis,. Il se fait initialement connaître au sein du duo Tandem, dans lequel il partage ses rimes avec Mac Kregor. Ils font leurs premières armes sur la compilation Mission suicide, puis sortent leur premier projet avec Ceux qui le savent m'écoutent. Le projet connaîtra un succès d'estime. Sorti en coproduction chez Première Classe, cet EP crée des tensions ; le duo d'Aubervilliers quitte le label, et annonce son retour chez Kilomaître Production avec la mixtape Tandematique Modèle vol.1.
Ensemble, ils enchaînent mixtapes et featurings selon un rythme infernal, qui aboutit en 2005 à l'album C’est toujours pour ceux qui savent,, l’album qui les révèle au grand public. Des titres comme 93 Hardcore révèlent en Mac Tyer un amateur de la complexité et du paradoxe, témoin de la douleur et du mal-être dans la société française : « Faire du bitume/C’est voir des frères qui s’entubent ou qui s’entretuent » ou « J'te conseille de rester près de ton flingue/ si la vente d'armes est illégale, j'ai bien des frères qui se prennent des balles, Paris ça devient dingue! ». Le groupe se sépare en 2014.

### Carrière solo
L'album de Tandem s'étant vendu à 73 200 exemplaires, selon Infodisc, Mac Tyer continue la route en solo avec la mixtape Patrimoine du ghetto en featuring avec Kery James, le 31 octobre 2005, puis Le Général en novembre 2006, sur lequel il collabore avec des artistes comme Bigou, Kiki, Mac Kregor, Kery James et Booba. Ce double album qui amène les sonorités trap dans le rap français marque un changement dans sa carrière initialement influencée New York. Le Général atteint la 28e place des classements musicaux français. Mécontent du travail de sa maison de disques, il récupère son contrat et publie indépendamment son album D'où je viens en novembre 2008, qui atteint la 32e place des classements français.
Après la sortie de la mixtape Dernier gang de son crew Xplosif Click au printemps 2010, Mac Tyer publie son troisième album solo, Hat Trick, le 27 septembre 2010, et un quatrième, Untouchable, en 2012, qui atteint la 25e place des classements français. 
En 2013, Mac Tyer sort son projet Banger en digital avec comme invités La Fouine, Niro, Alonzo et Skella Boy. Quelques mois après, Le Général enchaîne avec son nouveau street-album Banger 2, toujours en digital, avec la participation de Rim'K, Seth Gueko, NJ, Bigou et Rockin Squat. Les singles du projet : Rap Game, Dans mon lit, Mandela, Toujours Tarco sont très appréciés par le public. 
En juin 2014, Mac Tyer est poussé par H-Magnum à rejoindre Maître Gims et son label Monstre Marin Corporation,. Il signe en artiste pour avoir une meilleure exposition et passer en radio, et il publie un nouveau single intitulé Tout se paye. Il annonce initialement Banger 3, mais décide d'enchaîner avec un nouvel album, Je suis une légende, qui devrait sortir en 2015.
Le 19 janvier 2015, Mac Tyer et Maitre Gims sont invités à l'émission Planète Rap sur Skyrock, dont ils annoncent la sortie de l'album de Mac Tyer pour le 20 avril 2015. Finalement, nommé Je suis une légende, il sort le 4 mai de la même année, et atteint la première place des ventes sur iTunes. Au début de 2016, Mac Tyer dévoile son premier contenu avec le douzième volet de sa série de freestyles Untouchable. En janvier 2016, il fait un concert au Havre avec Brav. En février 2016, lui et Nekfeu sont invités par Nakk Mendosa sur Altitude Remix.
Mac Tyer a participé en 2015 à la 2e édition d'AbbéRoad, concert caritatif de la Fondation Abbé Pierre. En 2020, il apparaît dans la série Validé de Franck Gastambide. Toujours la même année il apparaît dans la websérie Craignos. En 2020 encore, Mac Tyer sort l’EP Noir de 8 titres dont le single Moto en featuring avec Ninho[source secondaire souhaitée]. Par la suite il sort l’EP Noir 2 qui en 2021 qui est bien accueilli par la critique et les auditeurs[source secondaire nécessaire]. Ce projet est en featuring avec Heuss l'Enfoiré et 4Keus. En avril 2021, il sort un EP nommé untouchable, accompagné de Remy, Ikiass et 2g[source secondaire souhaitée].
Le 1er octobre 2021 sort son EP Noir 3 en featuring avec les rappeurs Msieur, Leto, et Freeze Corleone. Il est composé de 11 titre et le premier clip est celui de Grammy en featuring avec Freeze Corleone.

## Prises de position
Le 1er juillet 2024 sort le titre No Pasaràn, référence au slogan antifasciste de la guerre civile espagnole, auquel Mac Tyer participe avec une dizaine d'autres rappeurs en réaction au score élevé du Rassemblement national aux élections législatives françaises de 2024. Certains passages du morceau sont considérés par la presse comme « misogynes et complotistes »,. Selon Le Point, c'est Mac Tyer qui se risque au jeu de mots le plus risqué du morceau en déclamant que « le monde est contrôlé par les illu… minés » qui renvoie au terme Illuminati, affectionné par les « sphères conspirationnistes colorées d'antisémitisme ».

## Vie privée
Le 10 février 2015, Bigou le petit frère de Mac Tyer est décédé à la suite d'une hernie abdominale,.

## Discographie

### Albums studio
- 2006 : Le Général
- 2008 : D'où je viens
- 2010 : Hat Trick
- 2012 : Untouchable
- 2013 : Banger (street album)
- 2014 : Banger 2 (street album)
- 2015 : Je suis une légende
- 2017 : Banger 3 (street album)
- 2018 : C'est la street mon pote
- 2024 : La vie du triple OG

### Mixtape
- 2005 : Patrimoine du ghetto

### EP
- 2020 : Noir.
- 2021 : Noir 2
- 2021 : Noir 3

### Albums collaboratif
- 2001 : Ceux qui le savent m'écoutent (avec Tandem) (Maxi)
- 2004 : Tandematique Modèle vol.1 (avec Tandem) (Mixtape)
- 2005 : C'est toujours pour ceux qui savent (avec Tandem) (Album)
- 2005 : La Trilogie (avec Tandem) (Maxi)
- 2010 : Dernier gang (avec X.plosif Click) (Album)

### Singles
- Patrimoine du ghetto (feat. Kery James)
- 9-3 Tu peux pas test
- A Chaud
- D’où je viens
- Mauvais œil dans le périmètre (feat. Toma)
- Vroum vroum
- Tony a tué Manny
- Ha ! Ha ! Ha !
- Obama said (feat. Derek Martin)
- So
- J’m’ennuie Grave
- Rap des Cavernes
- Flow Helicoptere
- Le Général
- M.D.F
- Bruce Lee
- Ça Pue sa mère (feat. Niro)
- Tu casse Tu paye
- Rap Game
- Mandela
- Tu sais qui je suis
- Toujours Tarco (feat. Rim'K)
- Dans mon lit
- Tout se paye
- Laisse moi te dire (feat. Maître Gims)
- Bruce Wayne
- Je suis une légende
- Fantômes (feat. Blacko)